# Ada Avdagić
Ada Avdagić, född 28 december 2005, är en bosnisk taekwondoutövare. 

## Karriär
I maj 2024 vid EM i Belgrad tog Avdagić brons i 53 kg-klassen.